# Société anonyme des Tramways de Genève

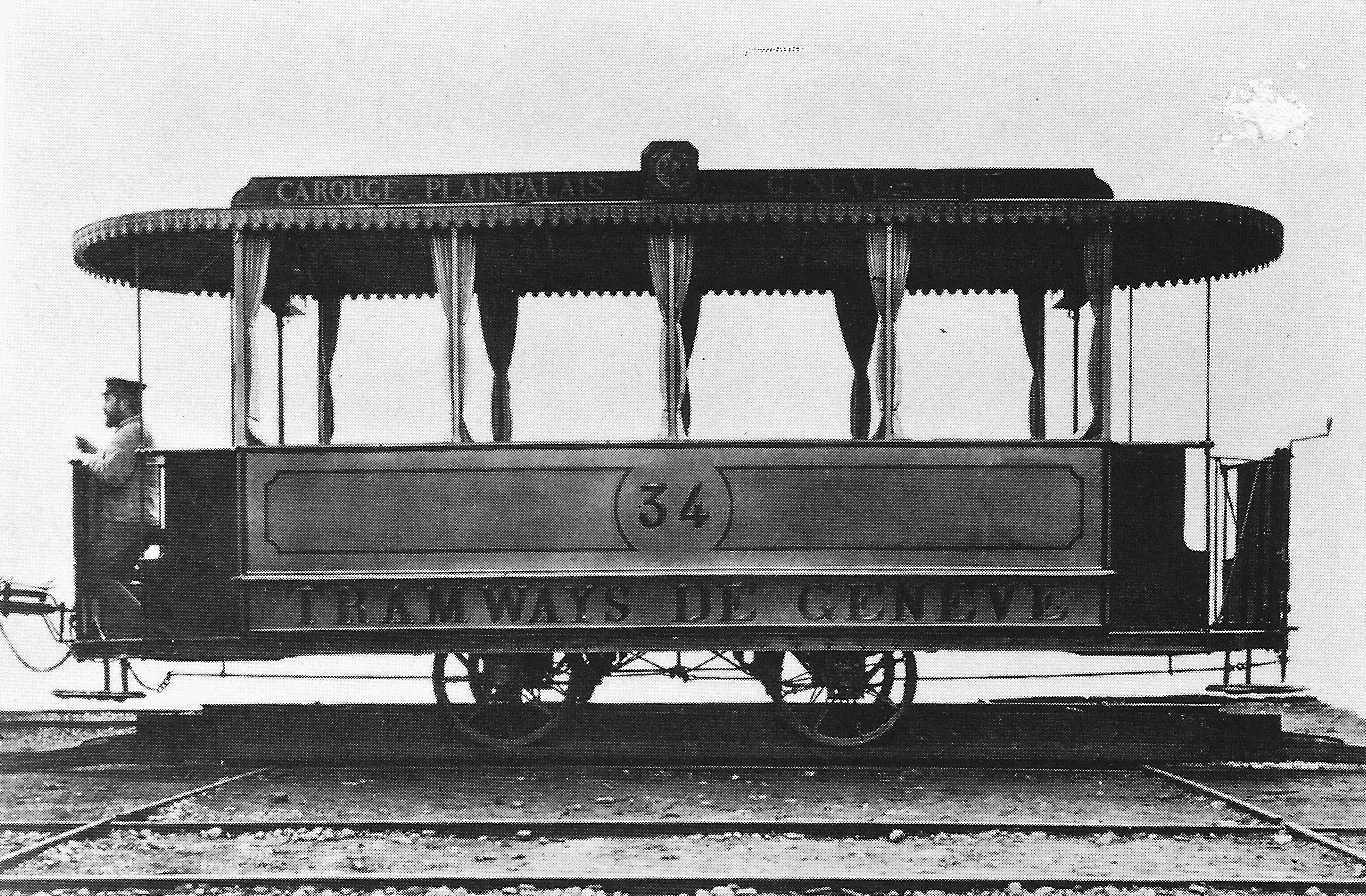
Voiture de la compagnie

La Société anonyme des Tramways de Genève (TG) est une société fondée le 4 janvier 1865, dans le but d'exploiter deux lignes de tramways à traction animale à Genève,.  Cette société reprend les concessions attribuées à  Messieurs Charles Burn & Co le 23 octobre 1861 (Genève-Carouge), et  Edmund Sharpe, le 1er juillet 1863 (Genève-Chêne).
Mais peu de temps après, les deux concessionnaires se séparent et forment deux sociétés sans liens:
- Société des Tramways de Genève à Carouge[6] (TGCA)
- Société du Tramway de Genève à Chêne (TGCh)

Ces deux sociétés sont incorporées en 1875, dans la Compagnie des tramways du Nord qui reçoit la concession d'une ligne allant de Carouge à Moillesullaz avec embranchement vers Montbrillant. 
En 1876 le 1er mars, lui succède la Compagnie des tramways de Genève (CTG) , qui deviendra Compagnie générale des tramways suisses le 20 novembre suivant.

## Les lignes
- Carouge (Rondeau) - Genève (Place-Neuve) , (2,5 km) ouverture le 19 juin 1862
- Genève (Cours de Rive) - temple de Chêne-Bougeries, (2,8 km) ouverture le 12 septembre 1864

Ces deux tronçons ont été incorporés à la ligne 12 du tramway de Genève, qui existe depuis cette époque.